# Charles Darius Aké Atchimon
 (mars 2025).
La mise en forme du texte ne suit pas les recommandations de Wikipédia : il faut le « wikifier ».
Les points d'amélioration suivants sont les cas les plus fréquents :
- Les titres sont pré-formatés par le logiciel. Ils ne sont ni en capitales, ni en gras.
- Le texte ne doit pas être écrit en capitales (les noms de famille non plus), ni en gras, ni en italique, ni en « petit »…
- Le gras n'est utilisé que pour surligner le titre de l'article dans l'introduction, une seule fois.
- L'italique est rarement utilisé : mots en langue étrangère, titres d'œuvres, noms de bateaux, etc.
- Les citations ne sont pas en italique mais en corps de texte normal. Elles sont entourées par des guillemets français : « et ».
- Les listes à puces sont à éviter, des paragraphes rédigés étant largement préférés. Les tableaux sont à réserver à la présentation de données structurées (résultats, etc.).
- Les appels de note de bas de page (petits chiffres en exposant, introduits par l'outil «  Source ») sont à placer entre la fin de phrase et le point final[comme ça].
- Les liens internes (vers d'autres articles de Wikipédia) sont à choisir avec parcimonie. Créez des liens vers des articles approfondissant le sujet. Les termes génériques sans rapport avec le sujet sont à éviter, ainsi que les répétitions de liens vers un même terme.
- Les liens externes sont à placer uniquement dans une section « Liens externes », à la fin de l'article. Ces liens sont à choisir avec parcimonie suivant les règles définies. Si un lien sert de source à l'article, son insertion dans le texte est à faire par les notes de bas de page.
- La présentation des références doit suivre les conventions bibliographiques. Il est recommandé d'utiliser les modèles {{Ouvrage}}, {{Chapitre}}, {{Article}}, {{Lien web}} et/ou {{Bibliographie}}. Le mode d'édition visuel peut mettre en forme automatiquement les références.
- Insérer une infobox (cadre d'informations à droite) n'est pas obligatoire pour parachever la mise en page.

Pour une aide détaillée, merci de consulter Aide:Wikification.
Si vous pensez que ces points ont été résolus, vous pouvez retirer ce bandeau et améliorer la mise en forme d'un autre article.
Charles Darius Aké Atchimon, né le 16 juillet 1947 à Abidjan, est un diplomate et homme politique ivoirien. Il est ministre du tourisme et des loisirs de juin 2011 à novembre 2012 dans le gouvernement Soro IV.

## Biographie

### Origine et formations
Charles Darius Aké Atchimon est né le 16 juillet 1947 à Abidjan, en Côte d'Ivoire. Il entame son parcours académique à l'université d'Abidjan, où il obtient une maîtrise en droit public. Animé, il poursuit sa formation à l'école nationale d'administration (ENA) d'Abidjan, où il décroche un diplôme du cycle supérieur. Charles Aké se rend ensuite en Belgique, à l'université Libre de Bruxelles, où il achève un diplôme d'études approfondies (DEA) en relations internationales. Il se spécialise dans l'étude des problématiques économiques des pays en voie de développement et des relations avec les pays européens.

### Expérience professionnelle
Charles Darius Aké Atchimon commence sa carrière professionnelle en 1979 en tant que chef de service au sein de la direction des affaires juridiques et consulaires du ministère des affaires étrangères de Côte d'Ivoire. Par la suite, entre 1982 et 1985, il occupe le poste de conseiller chargé de la coopération bilatérale entre la Côte d'Ivoire et les pays d'Amérique (États-Unis, Canada, Brésil), à la direction de la coopération bilatérale. En parallèle, il enseigne comme professeur vacataire à l'école nationale d'administration, où il dispense des cours sur les pratiques diplomatiques et consulaires ainsi que sur la rédaction de textes diplomatiques. En 1986, il est affecté à l'ambassade de Côte d'Ivoire en tant que conseiller des affaires étrangères. Peu après, entre 1986 et 1996, il est nommé conseiller chargé de la mise en œuvre des conventions UE-ACP (Lomé III et Lomé IV). À ce poste, il supervise les secteurs de financement pour le développement (6e et 7e FED-BEI – Côte d'Ivoire), ainsi que les programmes STABEX, SYSMIN, transport, administration et finance du secrétariat du groupe ACP. En 1993, Charles Aké Atchimon est désigné chef de la délégation ivoirienne à l'assemblée paritaire UE-ACP en Ouganda, où il joue un rôle déterminant dans la représentation de son pays sur la scène internationale. Deux ans plus tard, en 1995, il contribue aux négociations de la convention de Lomé IV bis, où il élabore et présente des dossiers stratégiques sur les produits agricoles de base, la pêche et le 8ᵉ FED. Simultanément, entre 1995 et 1996, il est détaché comme expert auprès du centre pour le développement industriel (CDI) en Belgique, consolidant ainsi ses compétences en matière de coopération internationale. En 1996, il devient le premier ambassadeur résidant de la Côte d'Ivoire en Corée du Sud, marquant une étape importante dans l'élargissement des relations diplomatiques ivoiriennes, il sera également nommé ambassadeur de la Côte d'Ivoire au Danemark. Il occupera ses 2 postes jusqu'en 2001 ,,. Plus tard, en 2002, il est nommé directeur des relations économiques internationales au ministère des affaires étrangères. Dans ce rôle, il dirige la délégation ivoirienne lors de la réunion ministérielle et du Sommet UE-ACP à Nadji, aux îles Fidji, renforçant considérablement la visibilité et les intérêts économiques de la Côte d'Ivoire à l'international. Toujours en 2002, il est promu directeur de cabinet au sein du même ministère, un poste qu'il occupe jusqu'en mars 2006. À partir d'avril 2006, Charles Darius Aké Atchimon devient ambassadeur de la République de la Côte d'Ivoire auprès du Royaume du Maroc, une fonction qu'il assume jusqu'en mai 2010 ,. Il fut aussi ambassadeur de la Côte d'Ivoire en Espagne de janvier 2014 à mars 2019,,.

### Carrière politique
Sa carrière politique débute en tant que ministre du tourisme dans le gouvernement Soro IV,, poste qu'il occupe de juin 2011 à novembre 2012,.

## Distinctions
Charles Darius Aké Atchimon obtient plusieurs récompenses à savoir:
- Officier dans l'Ordre du Mérite National[1]
- Détenteur de la Médaille GANGWA (haute distinction accordée aux diplomates en Corée du Sud)[1]
- Citoyen d'honneur des villes de Maryland, d'Alabama et de Los Angeles sur décision des conseillers municipaux[1]
- Grand cordon du Wissam Al Alaoui[11]